# Lyn Brooks
Lyn Brooks is een Amerikaans triatlete uit Baltimore. Ze was de eerste persoon die twintig achtereenvolgende edities van de Ironman Hawaï voltooide. Haar hoogste klassering is een derde plaats die ze in zowel de editie van 1981 als de editie van februari 1982 behaalde.

## Belangrijke prestaties
- 1981:  Ironman Hawaï - 12:42.15
- 1982:  Ironman Hawaï (feb) - 11:51.00
- 1982: 5e Ironman Hawaï (okt) - 11:18.14
- 1994: ?e Ironman Hawaï - 14:07.55
- 1995: ?e Ironman Hawaï - 16:21.15
- 1996: ?e Ironman Hawaï - 15:19.58
- 1997: ?e Ironman Hawaï - 14:35.39
- 1999: ?e Ironman Hawaï - 14:44.20